# Front Nacional d'Alliberament de Twipra
El Front Nacional d'Alliberament de Twipra, abans de Tripura (National Liberation Front of Tripura o Twipra, NLFT) es va fundar el 12 de març de 1989 per Dhananjoy Reang (antic vicepresident dels Voluntaris Nacionals de Tripura (Tripura National Volunteers) que fou nomenat president. L'objectiu era l'establiment d'un estat independent a Tripura a través de la lluita armada. Els estatuts foren adoptats el 22 de desembre de 1991.
Dhananjoy Reang va ser expulsat del Front el 1993 i va formar l'Exèrcit de Resurrecció de Tripura (Tripura Resurrection Army (TRA), que es va rendir el 1997. El NLFT fou il·legalitzat l'abril de 1997 sota la Unlawful Activities (Prevention) Act, 1967.
El nou líder fou Nayanbasi Jamatiya i després Biswamohan Debbarma. El 2000 hi va haver una altra escissió per disputes entre els membres de les tribus halam i debbarma i es va formar el Consell Nacional Borok de Tripura (Borok National Council of Tripura, BNCT) dirigit per Jogendra alies Joshua Debbarma que vol ser proclamat rei de Tripura.
Dues faccions es van formar el 2001 dirigides per Nayanbasi Jamatiya i Biswamohan Debbarma i el primer, amb 150 seguidors, va formar una facció separada. Encara es va formar una altra facció el juny de 2003 quan Debbarma fou deposat i substituït per Mantu Koloi i Debbarma va crear camps separats a la frontera amb Bangladesh. Debarma s'oposava a les conversions forçades al cristianisme. En 2004 es van rendir tret del grup principal, el liderat per Debbarma, que va continuar la lluita amb la Força dels Tigres de Tripura.
El seu quarter principal és a Sajak, al districte Khagrachari de Bangladesh. Està aliat al Consell Nacional Socialista de Nagalim, al Front Nacional Democràtic de Bodoland i al Kanglei Yawol Kanna Lup de Manipur
L'article 1 dels Estatuts estableix el seu nom oficial com National Liberation Front of Twipra o abreujadament NLFT. El nom de l'exèrcit és "Exèrcit Nacional Sagrat" (National Holy Army, NHA)
La bandera és de tres colors i proporció 2:3. Els colors són verd, blanc i roig amb un estel blanc al mig del verd. El verd representa la sobirania, el blanc la pau, el vermell la revolució i l'estel és la guia de la nació borok.
L'emblema té l'elefant, reconegut com a animal nacional de Twipra, units dos exemplars per l'estel guia, amb dos espases nacionals, i un tokyung (l'ocell nacional de Twipra)